# Stanley R. Greenberg
Stanley R. Greenberg (* 3. September 1927 in Chicago, Illinois; † 25. August 2002 in Kensington, Kalifornien) war ein US-amerikanischer Drehbuchautor.

## Leben
Nach seiner Militärzeit während des Zweiten Weltkrieges nutzte Greenberg das G. I. Bill of Rights, um an der Brown University zu studieren. Ab 1961 lebte er als Presseagent in Gary, Indiana. Da ihm die Krimiserie Preston & Preston gefiel, schrieb er von sich aus eine Folge und schickte das Drehbuch dem Produzenten. Ungewöhnlicherweise las er es, kaufte es und heuerte ihn an, weitere Folgen zu schreiben. Für die von ihm geschriebene Folge The Apostle wurde er 1963 sogar für einen Edgar Allan Poe Award nominiert. Später zeigte sich Greenberg für die Drehbücher von Filmen wie Endstation Hölle und …Jahr 2022… die überleben wollen verantwortlich. Seine Adaption eines Romanes von Roald Dahl zu dem Fernsehfilm Breaking Point war 1989 die letzte Arbeit, bevor er in Rente ging.
Greenberg verstarb am 25. August 2002 im Alter von 74 Jahren an den Folgen eines Hirntumors. Er hinterließ seine Frau, drei gemeinsame Töchter und sechs Enkel.

## Filmografie (Auswahl)
- 1962–1965: Preston & Preston (The Defenders, acht Folgen)
- 1967–1968: Der Mann mit dem Koffer (Man in a Suitcase, fünf Folgen)
- 1972: Endstation Hölle (Skyjacked)
- 1972: Willkommen daheim, Johnny Bristol (Welcome Home, Johnny Bristol)
- 1973: …Jahr 2022… die überleben wollen (Soylent Green)
- 1981: Watergate – Die Macht der Intrigen (Blind Ambition)
- 1989: Breaking Point